# Piedra cúbica
La Piedra Cúbica es un símbolo fundamental en la masonería, representando la perfección moral y espiritual que el masón busca alcanzar. Se contrapone a la Piedra Bruta, que simboliza el estado inicial del individuo, imperfecto y sin pulir. La transformación de la Piedra Bruta en la Piedra Cúbica es una alegoría del trabajo personal y el progreso moral del masón.

## Simbolismo y Significado
- Perfección y Orden: La forma cúbica representa la estabilidad, el orden y la perfección. Es el resultado del trabajo y la disciplina, simbolizando el equilibrio y la armonía alcanzados.
- Moralidad y Virtud: La Piedra Cúbica simboliza la construcción del carácter moral. Cada cara del cubo representa una virtud o aspecto de la personalidad que el masón debe trabajar.
- Logro y Culminación: Representa la culminación de un proceso de desarrollo personal, el logro de la maestría en el arte masónico.
- Estabilidad: La forma cubica, representa estabilidad, y firmeza, de los principios que debe tener un Mason.
- Integridad: la piedra cubica puede ser interpretada como la representación de la integridad, y la honradez.

## El Proceso de Transformación
La transformación de la Piedra Bruta en la Piedra Cúbica es un proceso gradual y continuo. Se lleva a cabo a través del trabajo simbólico con las herramientas masónicas, que representan diferentes aspectos del desarrollo personal:
- El Cincel y el Martillo: Representan la voluntad y la inteligencia, utilizadas para eliminar las imperfecciones y dar forma a la piedra.
- La Regla y el Nivel: Simbolizan la rectitud y la igualdad, utilizadas para asegurar la precisión y el equilibrio.
- La Escuadra: Representa la moralidad y la justicia, utilizadas para asegurar la rectitud de las acciones.

## Uso en los Rituales Masónicos
La Piedra Cúbica se menciona y se utiliza en varios rituales masónicos, especialmente en el grado de Compañero. Su presencia recuerda al masón el objetivo de su trabajo: la mejora continua y la búsqueda de la perfección moral.

## Interpretaciones Adicionales
Algunos autores masónicos han ofrecido interpretaciones adicionales del símbolo de la Piedra Cúbica:
- Representación del Yo superior o el alma iluminada.
- Símbolo del microcosmos, el ser humano en su totalidad.
- Representación de los principios universales de orden y armonía.

### Relación con la Piedra Bruta
La Piedra Bruta simboliza el estado inicial del individuo, imperfecto y sin pulir. La transformación de la Piedra Bruta en la Piedra Cúbica es el objetivo principal del trabajo masónico. Este proceso representa el viaje del masón desde la ignorancia y la imperfección hacia la sabiduría y la virtud.